# Hiến pháp Trung Hoa Dân Quốc
Hiến pháp Trung Hoa Dân Quốc (tiếng Trung: 中華民國憲法; bính âm: Zhōnghuá Mínguó Xiànfǎ) là bản hiến pháp thứ năm và hiện hành của Trung Hoa Dân Quốc (ROC), được Quốc Dân Đảng phê chuẩn trong kỳ họp Quốc hội Lập hiến ngày 25 tháng 12 năm 1946 tại Nam Kinh, và được thông qua vào ngày 25 tháng 12 năm 1947. Hiến pháp này, cùng với các Điều khoản Bổ sung, vẫn có hiệu lực tại các vùng lãnh thổ do Trung Hoa Dân Quốc kiểm soát.
Mặc dù được thiết kế cho toàn bộ lãnh thổ của Trung Hoa Dân Quốc khi mới thành lập, nhưng Hiến pháp này chưa bao giờ được thực thi rộng rãi và hiệu quả do Nội chiến Trung Quốc bùng nổ tại Trung Quốc đại lục vào thời điểm ban hành Hiến pháp. Quốc hội mới đắc cử đã sớm phê chuẩn Điều khoản Tạm thời chống lại Cuộc nổi dậy của Cộng sản vào ngày 10 tháng 5 năm 1948. Điều khoản Tạm thời này tượng trưng cho việc đất nước bước vào tình trạng khẩn cấp và trao cho chính quyền Trung Hoa Dân Quốc do Quốc Dân Đảng lãnh đạo những quyền lực ngoài hiến pháp.
Sau khi chính quyền Trung Hoa Dân Quốc rút về Đài Loan vào ngày 7 tháng 12 năm 1949, Điều khoản Tạm thời cùng với thiết quân luật đã biến Đài Loan thành một nhà nước độc đảng độc tài bất chấp hiến pháp. Quá trình dân chủ hóa bắt đầu vào những năm 1980. Thiết quân luật được dỡ bỏ vào năm 1987, và Điều khoản Tạm thời bị bãi bỏ vào năm 1991. Các Điều khoản Bổ sung của Hiến pháp được thông qua để phản ánh thẩm quyền thực tế của chính phủ và việc thực hiện quan hệ xuyên eo biển. Các Điều khoản Bổ sung cũng đã thay đổi đáng kể cấu trúc chính phủ thành chế độ bán tổng thống với quốc hội đơn viện, tạo thành nền tảng cho nền dân chủ đa đảng ở Đài Loan.
Trong những năm 1990 và đầu những năm 2000, nguồn gốc của Hiến pháp từ Trung Quốc đại lục đã khiến những người ủng hộ Đài Loan độc lập thúc đẩy một hiến pháp mới cho Đài Loan. Tuy nhiên, những nỗ lực của chính quyền Đảng Dân chủ Tiến bộ nhằm tạo ra một hiến pháp mới trong nhiệm kỳ thứ hai của Tổng thống DPP Trần Thủy Biển đã thất bại, bởi vì Quốc dân đảng đối lập lúc bấy giờ kiểm soát Viện Lập pháp.  Họ chỉ đồng ý cải cách Hiến pháp Trung Hoa Dân Quốc, chứ không lập ra một hiến pháp mới. Lần sửa đổi gần đây nhất của Hiến pháp là vào năm 2005, với sự đồng thuận của cả Quốc Dân Đảng và DPP. Lần sửa đổi gần đây nhất đối với hiến pháp diễn ra vào năm 2004.

### Những nỗ lực ban đầu của Hiến pháp Trung Hoa

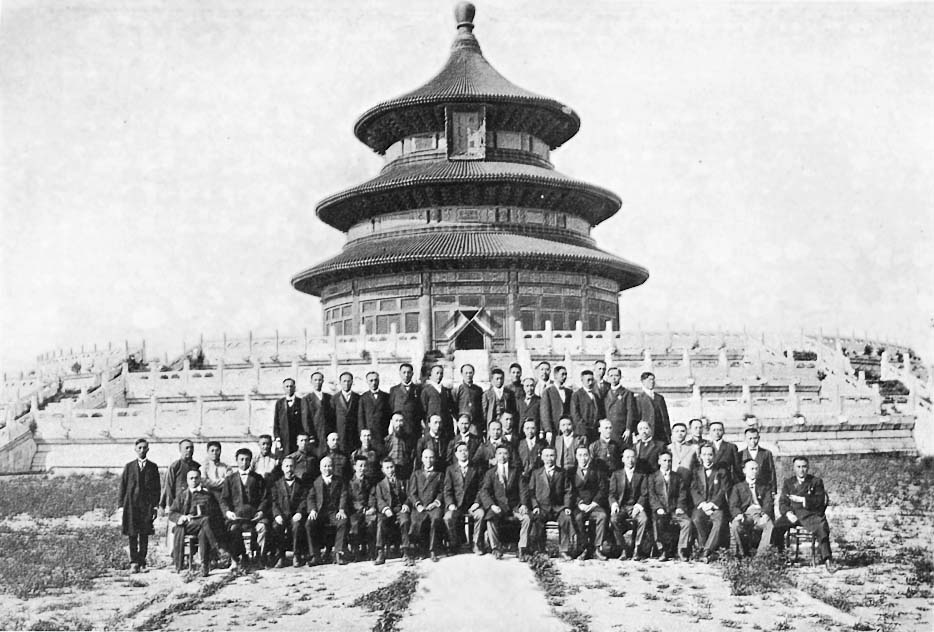
Ủy ban soạn thảo Hiến pháp ban đầu của nước Trung Hoa Dân Quốcmới thành lập, được chụp ảnh trên bậc thềm của Đền Thiên Đàn ở Bắc Kinh, nơi bản dự thảo được hoàn thành vào năm 1913.
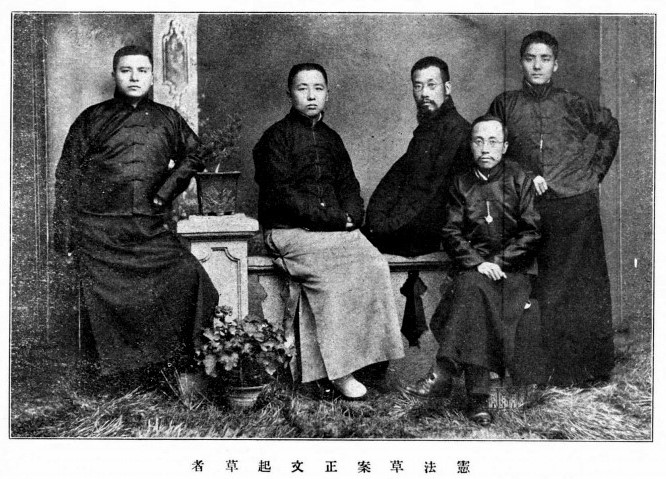
Các thành viên Ủy ban soạn thảo dự thảo hiến pháp năm 1913

### Quá trình soạn thảo

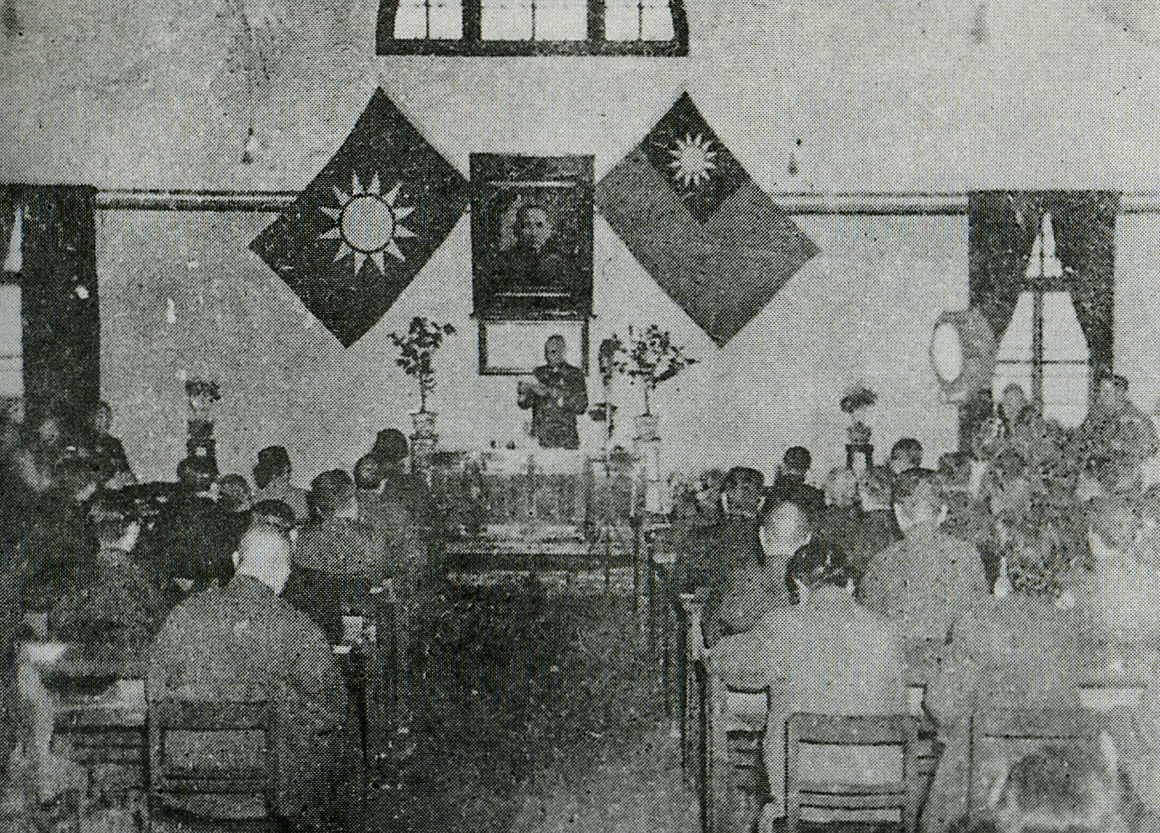
Hội nghị Hiệp thương Chính trị tại Trùng Khánh, dự thảo hiến pháp mới nhất đã được nhiều đảng phái chính trị khác nhau bao gồm Quốc dân đảng và Đảng Cộng sản Trung Quốc thảo luận.
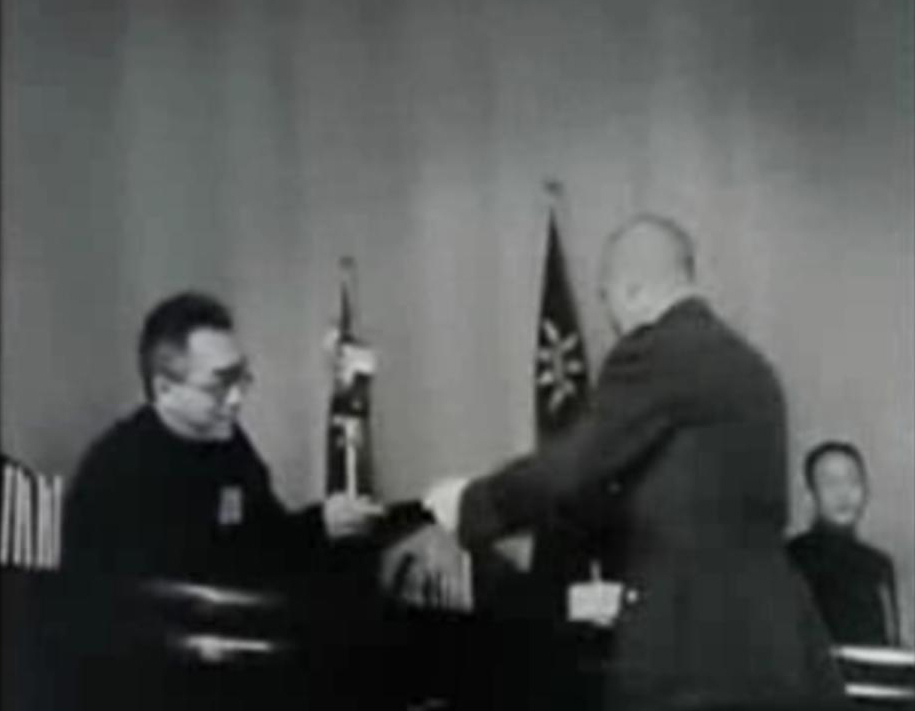
Tưởng Giới Thạch, Tổng thống Chính phủ Quốc dân, đã chuyển dự thảo được Hội nghị Hiệp thương Chính trị thông qua cho Hồ Thích, chủ tịch luân phiên của Quốc hội Lập hiến.
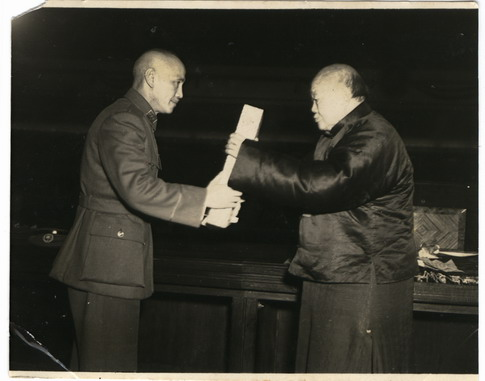
Ngô Chí Huy, Chủ tịch Quốc hội lập hiến, trao bản hiến pháp đã được phê chuẩn cho Tưởng Giới Thạch, Tổng thống Chính phủ Quốc dân

## Lịch sử
| Ngày                   | Luật cơ bản khác                                        | Vị trí chính quyền                              | Timespan        |
| ---------------------- | ------------------------------------------------------- | ----------------------------------------------- | --------------- |
| 25/12/1947 – 10/5/1948 | —                                                       | Nanking                                         | 4 tháng         |
| 10/5/1948 – 7/12/1949  | Điều khoản Tạm thời chống lại Cuộc nổi dậy của Cộng sản | Nanking, Kwangchow (Canton), Chungking, Chengtu | 1 năm, 6 tháng  |
| 7/12/1949 – 30/4/1991  | Điều khoản Tạm thời chống lại Cuộc nổi dậy của Cộng sản | Taipei                                          | 41 năm, 4 tháng |
| 1/5/1991 – nay         | Các Điều khoản Bổ sung của Hiến pháp                    | Taipei                                          | 34 năm, 3 tháng |